# Героїня (фільм, 1973)
«Героїня» (кит.: 鐵 娃) — гонконзький бойовик режисера Ло Вея 1973 року. Невелику роль у фільмі зіграв Джекі Чан.

## Сюжет
У перші дні Китайської Республіки, генерал Юань Сайха оголосив себе новим імператором Китаю, і на сором для всіх китайців, підписав договір надання Японії гегемонію над Північним Китаєм. Молоді студенти і патріоти Китаю виступили проти цього договору. Чой, молодий лідер студентів, заарештований Луєм, начальником пекінського бюро безпеки. За планом, у пошуку Чоя повинна була допомогти його сестра. Однак, його справжня сестра померла. Інша дівчина, Сяо Ін, схожа за зовнішностю із загиблою, добровільно пропонує виконувати її роль. Сяо Ін вдається дізнатися розташування секретної в'язниці після того, як її бере на роботу Луй. Він бере її на страту бунтівників. Вражена і обурена, Сяо Ін розкриває свою особистість в боротьбі з Луєм. Під час поєдинку Луй каже, що Чой знаходиться у в'язниці Японського Консульства. Сяо Ін прибуває в консульство, де рятує Чоя ціною власного життя.

## У ролях
| Актор       | Роль                    |
| ----------- | ----------------------- |
| Чжен Пейпей | Сяо Ін                  |
| Оу Вей      | Луй, шеф служби безпеки |
| Джеймс Тянь | Чой, революціонер       |
| Ло Вей      | начальник Луя           |
| Дзьо Сісідо | японський консул        |
| Хань Інцзю  | вбивця                  |
| Сюнь Лам    | офіцер Луя              |
| Сомено Юкіо | японський охоронець     |
| Корі Юнь    | японець (в епізоді)     |
| Джекі Чан   | японець (в епізоді)     |
| Юнь Ва      | японець (в епізоді)     |

## Знімальна група
- Кінокомпанія: Golden Harvest
- Продюсер: Раймонд Чоу
- Режисер: Ло Вей
- Асистент режисера: У Ші, Ер Цюнь
- Постановник боїв: Хань Інцзю
- Оператор: Чань Чхінкхей
- Гример: Чань Куокхун
- Монтажер: Пітер Чен
- Дизайнер по костюмах: Чю Сінхей